# Вольне (Адигея)
Вольне (рос. Вольное; адиг. Шъхьафит) — село Кошехабльського району Адигеї Росії. Входить до складу Вольненського сільського поселення.
Населення — 3683 осіб (2015 рік).

## Географія
Село розташоване на лівому березі Лаби, навпроти Лабинська, за 36 км на південь від районного центру аулу Кошехабль.